# 534 Nassovia
Nassovia è un asteroide della fascia principale del diametro medio di circa 33,12 km. Scoperto nel 1904, presenta un'orbita caratterizzata da un semiasse maggiore pari a 2,8849938 UA e da un'eccentricità di 0,0567147, inclinata di 3,27670° rispetto all'eclittica.
Stanti i suoi parametri orbitali, è considerato un membro della famiglia Coronide di asteroidi.
Il suo nome fa riferimento alla Nassau Hall, l'edificio più vecchio dell'Università di Princeton.